# Nothrotheriops shastensis
Il bradipo terricolo di Shasta (Nothrotheriops shastensis) è un mammifero estinto appartenente agli xenartri, fossile del Pleistocene superiore; i suoi fossili sono stati ritrovati in Nordamerica e in Sudamerica.

## Piedi curvi e artigli enormi
Questo animale, affine per certi versi agli odierni bradipi, viveva però sul terreno ed era di dimensioni alquanto maggiori. La lunghezza dell'animale intero doveva essere di circa 2,5 metri. Le zampe del bradipo terricolo di Shasta erano davvero curiose: il calcagno è appiattito contro il terreno esattamente come quello degli esseri umani, ma la differenza era data dai metatarsi, ruotati di quasi novanta gradi all'infuori. I grandi artigli posizionati sulle dita, poi, puntavano verso l'interno. L'animale, quindi, non doveva essere certamente veloce, e probabilmente si muoveva in un modo molto simile a quello dei suoi parenti arboricoli del giorno d'oggi. I grandi artigli dei piedi anteriori portavano tutto il peso, dal momento che Nothrotheriops camminava sulle falangi terminali. Nonostante questo modo di camminare possa sembrare strano, è evidente che fu di gran successo ed estremamente funzionale, dato che gli antenati di Nothrotheriops (ad esempio Hapalops) iniziarono ad adottarlo addirittura 20 milioni di anni fa, nel Miocene inferiore. Nothrotheriops si estinse circa 9.000 anni fa, all'estrema fine del Pleistocene, insieme a Paramylodon, un animale imparentato alla lontana ma più robusto.